# Leon A. Edney

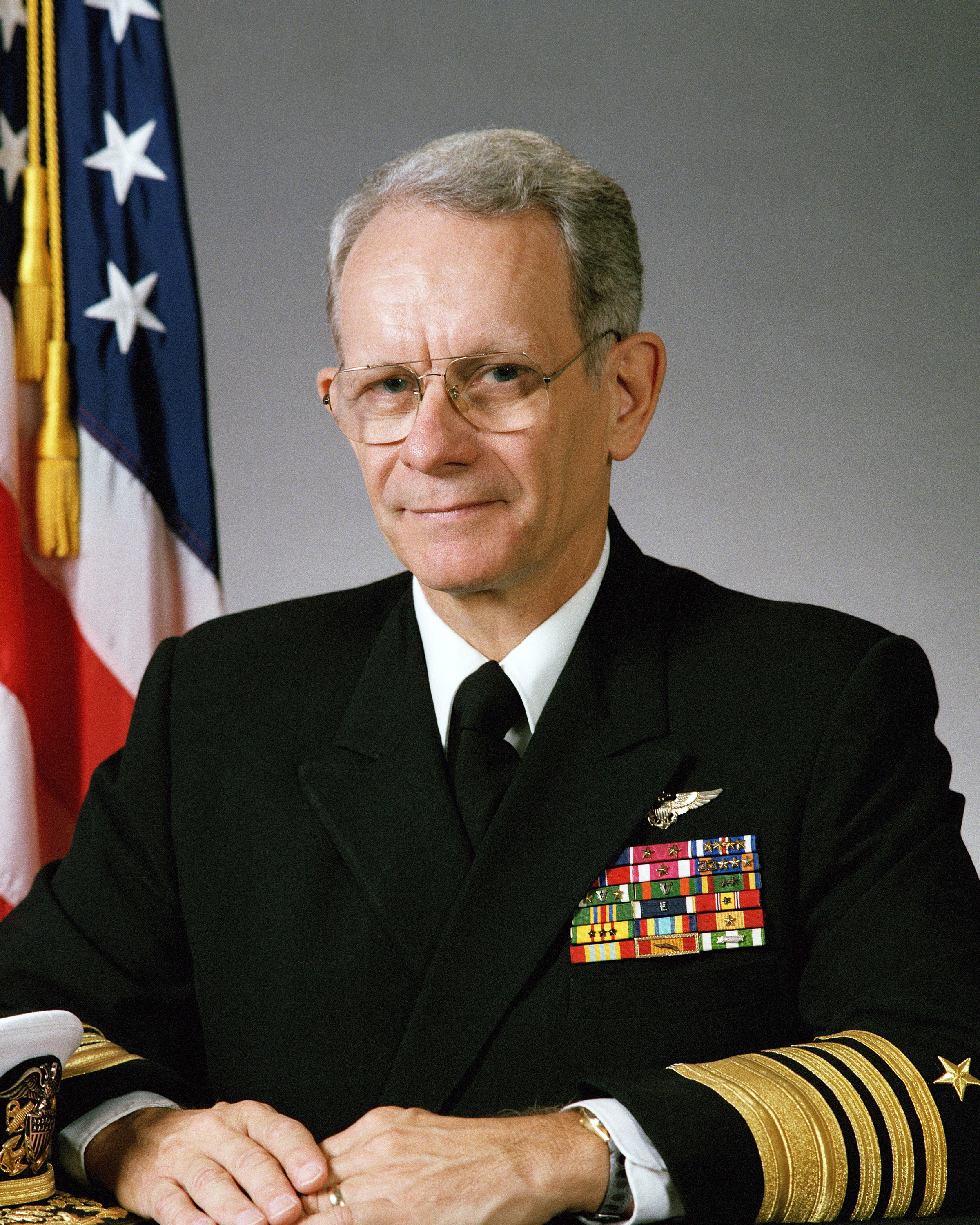
Admiral Leon A. Edney (1988)

Leon Albert „Bud“ Edney (* 1. März 1935 in Dedham, Massachusetts) ist ein ehemaliger Admiral der US Navy, der unter anderem zwischen 1988 und 1990 Vize-Chef des Stabes der Marine (Vice Chief of Naval Operations) sowie zuletzt von 1990 bis 1992 sowohl Oberster Alliierter Kommandeur (Supreme Allied Commander) der NATO im Atlantik (SACLANT) als auch Oberkommandierender des US-Atlantikkommandos USLANTCOM (US Atlantic Command) war.

## Leben

### Militärische Ausbildung und Vietnamkrieg
Edney absolvierte nach dem Schulbesuch eine Offiziersausbildung in der US Navy und fand nach deren Abschluss zahlreiche Verwendungen in Marineeinheiten. Nach einer fliegerischen Ausbildung wurde er 1958 Pilot in der U-Boot-Jagdstaffel 27 sowie im Anschluss in der U-Boot-Jagdstaffel 24. Er absolvierte ein postgraduales Studium an der Harvard University und war danach von 1963 bis 1965 Sonderassistent des stellvertretenden Chefs des Marinestabes für Forschung und Entwicklung. Er nahm ab 1965 als Korvettenkapitän und Pilot der Angriffsstaffel 164 am Vietnamkrieg teil und wurde für seine dortigen militärischen Leistungen erstmals mit dem Legion of Merit sowie vier Mal mit dem Distinguished Flying Cross ausgezeichnet. Nach seiner Rückkehr wurde er 1970 Planungsoffizier für die westliche Hemisphäre in der Politisch-Militärischen Planungsabteilung im Büro des Chefs des Marinestabes und kurz darauf 1970 als White House Fellow Sonderassistent von Verkehrsminister John Volpe. 1971 wurde er zunächst stellvertretender Kommandeur (Executive Officer) und im Anschluss 1972 Kommandeur (Commanding Officer) der Angriffsstaffel 27.
1974 wurde Edney Kommandeur des auf dem Flugzeugträger Ranger stationierten Angriffsgeschwaders Zwei (Carrier Air Wing Two) sowie 1976 Kommandant des Trossschiffes Ponchatoula. Nach einer darauf folgenden Verwendung als Chef des Stabes der Flugzeugträgerangriffsgruppe Elf CSG-11 (Carrier Strike Group 11) wurde er im Januar 1980 Kommandant des Flugzeugträgers Constellation.

### Aufstieg zum Admiral
Im Juni 1981 erfolgte seine Beförderung zum Flottillenadmiral sowie die Ernennung zum Kommandanten der Seekadetten (Midshipmen) an der US Naval Academy in Annapolis. Danach wurde Edney im März 1984 Kommandeur der Flugzeugträgerangriffsgruppe Eins CSG-1 (Carrier Strike Group 1). Anschließend fungierte er erst als Assistierender stellvertretender Chef des Marinestabes für Luftkriegsführung und daraufhin als Direktor der Abteilung Marinefliegerplanung und Anforderungen im Marinestab, ehe er Direktor des Büros für Programmbewertung beim Marineminister (US Secretary of the Navy) war. 1987 wurde er zunächst Leiter der Abteilung Marinepersonal sowie im Anschluss stellvertretender Chef des Marinestabes für Arbeitskräfte, Personal und Ausbildung.
Im August 1988 wurde er als Nachfolger von Admiral Huntington Hardisty  Vize-Chef des Stabes der Marine (Vice Chief of Naval Operations) und verblieb auf diesem Posten bis Mai 1990, woraufhin Admiral Jerome L. Johnson seine Nachfolge antrat. Zuletzt löste Edney am 18. Mai 1990 Admiral Frank B. Kelso II. als Oberster Alliierter Kommandeur (Supreme Allied Commander) der NATO im Atlantik (SACLANT) und in Personalunion zugleich auch als Oberkommandierender des US-Atlantikkommandos USLANTCOM (US Atlantic Command). Diese Posten hatte er bis zu seinem Ausscheiden aus dem aktiven Militärdienst am 13. Juli 1992 inne und wurde dann von Admiral Paul David Miller abgelöst. Für seine Verdienste wurde er mit der Defense Distinguished Service Medal sowie der Navy Distinguished Service Medal sowie Goldenen Sternen anstelle zweier weiterer Legion of Merit geehrt.

## Auszeichnungen
- Defense Distinguished Service Medal
- Navy Distinguished Service Medal
- Legion of Merit (3×)
- Distinguished Flying Cross (4×)